# Montceaux-Ragny
Montceaux-Ragny es una comuna francesa situada en el departamento de Saona y Loira, en la región de Borgoña-Franco Condado.

## Demografía
| 25 | 21 | 16 | 17 | 41 | 57 | 31 |
| Para los censos de 1962 a 1999 la población legal corresponde a la población sin duplicidades (Fuente: INSEE [Consultar]) |    |    |    |    |    |    |